# Gelegenheidszegel

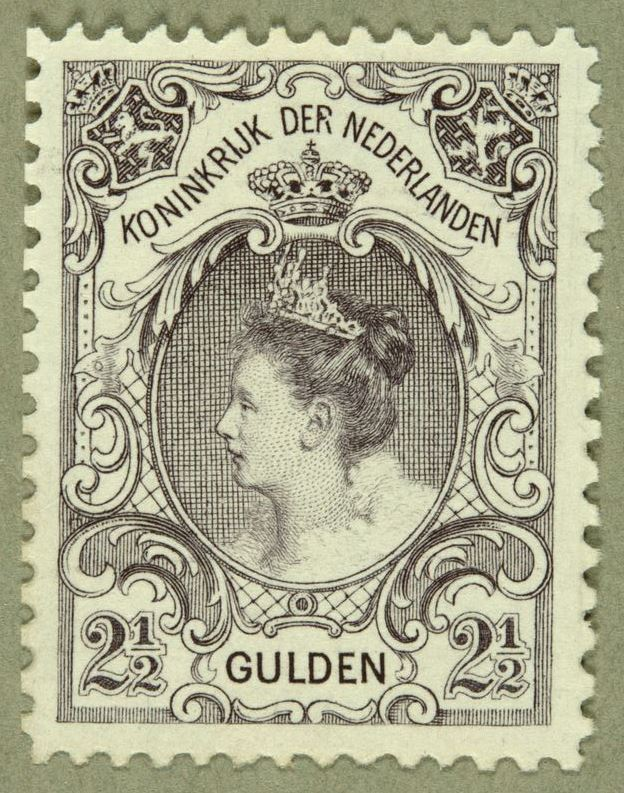
De inhuldigingszegel (1898), eerste Nederlandse gelegenheidszegel

Een gelegenheidszegel is een postzegel(uitgifte) ter gelegenheid van een nationale of internationale gebeurtenis of een herdenking daarvan. Meestal is deze zegel of serie bestemd voor kortstondig gebruik. Gelegenheidszegels worden bijvoorbeeld uitgebracht bij regeringsjubilea van de zittende vorst of vorstin, of bij de opening van een belangrijk waterstaatkundig werk. In de meeste landen geldt dat de gebeurtenis of de organisatie waarvan het jubileum wordt gevierd, van nationaal belang moet zijn.
In Nederland verscheen op 6 september 1898 de eerste gelegenheidszegel. Deze "Inhuldigingszegel" werd uitgegeven ter gelegenheid van
de inhuldiging van Koningin Wilhelmina.
In België verscheen de eerste gelegenheidszegel in 1894. De aanleiding hiervoor was de wereldtentoonstelling in Antwerpen.